# Os Tincoãs
Os Tincoãs foi uma banda brasileira de música popular brasileira, idealizada em 1959 e formada em 1960 na Bahia, ativa principalmente nos anos 1960 e 1970. Seu nome deriva da ave tincoã. No início eram Erivaldo, Heraldo e Dadinho, todos nascidos no município de Cachoeira, que fica às margens do Rio Paraguaçu, na região do Recôncavo Baiano. 
No começo o trio interpretava boleros e outros tipos de canções do momento. O sucesso não aconteceu. Com a saída de Erivaldo que decidiu permanecer em Cachoeira e a chegada de Mateus Aleluia, o conjunto renovou seu repertório e revolucionou a música brasileira ao criar harmonias vocais para cantos de religiões afro e sambas de roda.  A partir desta experiência o trio renovou seu repertório e mergulhou na cultura do Candomblé e seus terreiros, rodas de capoeira e de samba e tudo mais que fizesse alusão aos antepassados e raízes africanas. Nascia ali mais uma expressão musical que daria novos contornos para a música religiosa afro-brasileira e consequentemente para a música popular brasileira.
Contrariando muitos dos críticos que teimavam em dizer que após a chamada era dos festivais a MPB estava fadada ao fracasso, Os Tincoãs lançaram em 1973 um disco homônimo que chamou a atenção de todos. Com arranjos delicados, um violão, instrumentos de percussão e uma harmonia vocal repleta de doçura, o trio cantou para os Orixás: Iansã, Obaluaê, Iemanjá, todos eles estavam reunidos em um álbum que marcou época para a MPB.
Para a produção do LP Os Tincoãs, Mateus Aleluia, Dadinho e Heraldo fizeram uma profunda pesquisa de cantos de Candomblé, o que colocou a cantiga de Orixás em um outro patamar na música brasileira. Figura fundamental nesse processo é Dona Ledinha, que de acordo com os integrantes vez ou outra cantava assim: ‘Sou de Nanã, ê uá’, entre outros cantos que integraram o repertório do disco.
Depois do imenso sucesso do álbum Os Tincoãs, o grupo sofreu um grande baque, a morte de Heraldo, substituído por Morais e posteriormente por Badu.
O disco Canto Coral Afrobrasileiro 
disco de 1983 d’Os Tincoãs que, enfim, ganhou lançamento oficial em 2023, recebeu uma menção honrosa da Associação Paulista de Críticos de Arte na sua lista dos 50 melhores álbuns nacionais de 2023.

## Discografia

### Álbuns de estúdio
| Ano  | Álbum                      | Gravadora        |
| ---- | -------------------------- | ---------------- |
| 1962 | Meu Último Bolero          | Musicolor        |
| 1973 | Os Tincoãs                 | EMI-Odeon        |
| 1975 | O Africanto dos Tincoãs    | RCA              |
| 1977 | Os Tincoãs                 | RCA              |
| 1986 | Dadinho e Mateus           | CID              |
| 2023 | Canto Coral Afrobrasileiro | Sanzala Cultural |

### EPs
| Ano  | Álbum      | Gravadora |
| ---- | ---------- | --------- |
| 1976 | Os Tincoãs | RCA       |
| 1978 | Os Tincoãs | RCA       |

### Singles
| Ano  | Álbum                            | Gravadora |
| ---- | -------------------------------- | --------- |
| 1974 | Misericórdia/Saudação aos Orixás | EMI-Odeon |
| 1976 | Banzo/Jó                         | RCA       |
| 1976 | Promessa ao Gantois/Anita        | RCA       |
| 1977 | Cordeiro de Nanã/Atabaque Chora  | RCA       |
| 1980 | Embola, Embola/Mãe D'Água é Rica | Atlantic  |
| 1982 | Ajagunã/Chorojô                  | RCA       |